# Calendrier shilluk
Le calendrier shilluk est un comput du temps utilisé par les Shilluk, un peuple africain intégré à la république fédérale du Soudan du Sud. Ce peuple d'agriculteurs et d'éleveurs sédentarisés étaient jadis organisés en une monarchie indépendante avec la ville de Fachoda pour capitale.

## Nom des douze mois
1. Ghegh (vers septembre)
2. Kon gak (vers octobre)
3. Nyet (vers novembre)
4. Kôl (vers décembre)
5. Akoch (vers janvier)
6. Akon then (vers février)
7. Aduôn (vers mars)
8. Alébor (vers avril)
9. Akòl dit (vers mai)
10. Bel dwong (vers juin)
11. Bel ten (vers juillet)
12. Lâl (vers août)